# Chi Sầu đâu
Chi Khổ sâm hay còn gọi chi Sầu đâu (danh pháp khoa học: Brucea) là một chi thực vật thuộc họ Simaroubaceae.
Nó được đặt tên theo học giả kiêm nhà thám hiểm người Scotland là James Bruce (1730-1794).

## Các loài
Chi này có các loài sau (danh sách này có thể chưa đầy đủ):
- Brucea antidysenterica J.F.Mill., 1779
- Brucea bruceadelpha (Noot.) Kosterm., 1988
- Brucea erythraeae Chiov., 1912
- Brucea guineensis G.Don, 1831
- Brucea javanica (L.) Merr., 1928: Sầu đâu cứt chuột, khổ sâm nam, nha đảm (tử), khổ luyện tử, suốt, sầu đâu rừng, xoan rừng, chù mền, san đực, bạt bỉnh, cứt cò.
- Brucea macrocarpa Stannard, 1985
- Brucea mollis Wall. ex Kurz, 1873: Khổ sâm mềm, cứt chuột, sầu đâu rừng, đại bi mềm.
- Brucea tenuifolia Engl., 1902
- Brucea tonkinensis (Lecomte) Gagnep., 1946: Khổ sâm Bắc Bộ.
- Brucea trichotoma Spreng., 1824